# Aviotehas PN-3
PN-3, (Isamaa Päästja – Đấng cứu rỗi của Tổ quốc trong tiếng Estonia) là một loại máy bay tiêm kích và giám sát của Estonia.